# IEC 62056

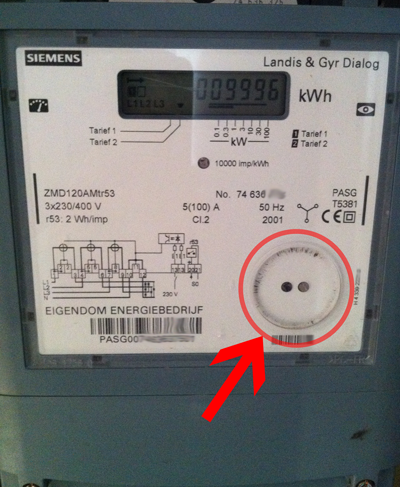
Optische poort op digitale kilowattuurmeter

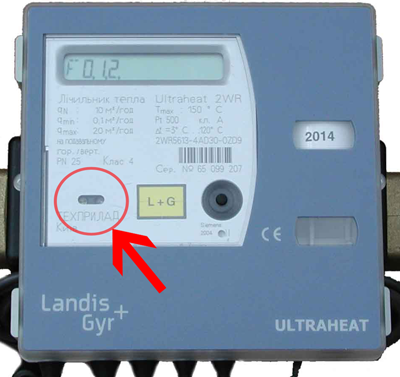
Optische poort op Warmtemeter

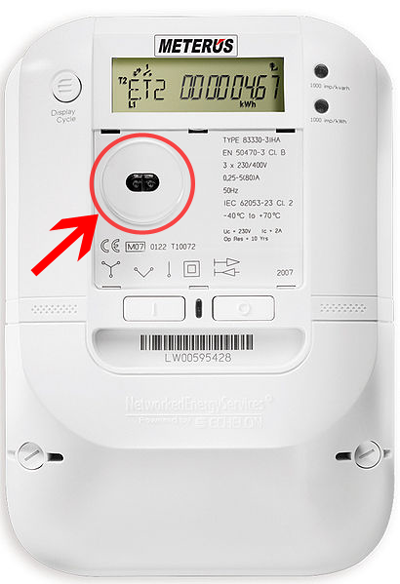
Optische poort op Slimme kilowattuurmeter

IEC 62056 is een internationale standaard voor het programmeren van het tarief en het uitlezen van de meterstanden bij elektriciteitsmeters. Deze norm van de International Electrotechnical Commission werd ontworpen om de data uit te kunnen wisselen via verschillende typen media. De norm vervangt IEC 61107.
De elektriciteitsmeter communiceert bijvoorbeeld met een handheld computer. De uitwisseling van data vindt dan plaats binnen de één of twee seconden dat iemand namens het energieleverend bedrijf de handheld computer tegen de datapoort houdt. De fysieke koppeling kan daarbij plaatsvinden door middel van een optische LED/fotodiode koppeling. Communicatie via het internet kan door middel van een tweedraads koppeling.
De norm bestaat uit de volgende publicaties:
- IEC 62056-21: Direct local data exchange (3e editie van IEC 61107)
- IEC 62056-42: Physical layer services and procedures for connection-oriented asynchronous data exchange
- IEC 62056-46: Data link layer using HDLC protocol
- IEC 62056-47: COSEM transport layers for IPv4 networks
- IEC 62056-53: COSEM Application layer
- IEC 62056-61: Object identification system (OBIS)
- IEC 62056-62: Interface classes